# سطح‌سنج
حسگرهای سطح، سطح سنج‌ها یا لول سوئیچ‌ها (به انگلیسی: Level sensor)، سطح مایعات و دیگر سیالات و جامدات، از جمله دوغاب، مواد دانه‌ای و پودرهایی که سطح آزاد بالایی دارند را تشخیص می‌دهند. موادی که جریان دارند، به دلیل گرانش اساساً در ظروف خود (یا سایر مرزهای فیزیکی) به حالت افقی قرار می‌گیرند، در حالی که بیشتر جامدات حجیم در یک زاویه استراحت به سمت اوج انباشته می‌شوند. ماده‌ای که باید سطح آن اندازه‌گیری شود، می‌تواند در داخل یک ظرف یا به شکل طبیعی خود باشد (به عنوان مثال، یک رودخانه یا یک دریاچه). اندازه‌گیری سطح می‌تواند به صورت پیوسته یا نقطه‌ای انجام گیرد.
حسگرهای سطح پیوسته، سطح را در یک محدوده مشخص اندازه‌گیری می‌کنند و مقدار دقیق ماده را در یک مکان مشخص تعیین می‌کنند، در حالی که حسگرهای سطح نقطه‌ای فقط نشان می‌دهند که ماده در بالای نقطهٔ سنجش قرار دارد یا پایین آن. به‌طور کلی، لول سوئیچ‌ها فقط نقاط حد را تشخیص می‌دهند و بنابراین برای تشخیص سطح نقطه‌ای به کار می‌روند.
بسیاری از متغیرهای فیزیکی و کاربردی وجود دارند که بر انتخاب روش نظارت سطح بهینه برای فرآیندهای صنعتی و تجاری تأثیر می‌گذارند. معیارهای انتخاب عبارتند از: فاز (مایع، جامد یا دوغاب)، دما، فشار یا خلاء، نوع مواد، ثابت دی الکتریک مواد، چگالی و وزن مخصوص مواد، وجود همزن درون مخزن، نویز صوتی یا الکتریکی، ارتعاش، مکانیکی. شوک، اندازه و شکل مخزن یا سطل. همچنین محدودیت‌های کاربردی مهمی نیز مانند قیمت، دقت، ظاهر، نرخ پاسخ، سهولت کالیبراسیون یا برنامه‌ریزی، اندازه فیزیکی و نصب ابزار، نوع نظارت یا کنترل مورد نیاز (پیوسته یا گسسته) باعث شده‌است که انواع مختلفی از سطح سنج‌ها تولید شوند. به‌طور خلاصه، سنسورهای سطح یکی از سنسورهای بسیار مهم هستند و نقش بسیار مهمی در انواع کاربردهای مصرفی/صنعتی دارند. در بعضی موارد برای افزایش دقت اندازه‌گیری سطح بایستی از دو یا چند روش اندازه‌گیری سطح به‌طور همزمان بر روی مخزن استفاده کرد.

## تشخیص سطح نقطه‌ای و پیوسته برای جامدات
حسگرهای سطحی به‌طور کلی بر اساس حالت فیزیکی ماده‌ای که برای تشخیص سطح آن به کار برده می‌شوند و نیز براساس ماهیت عملکرد، طبقه‌بندی می‌شوند. برخی از سنسورهای سطح قادر هستند ارتفاع مواد درون مخازن را به طور پیوسته اندازه گیری کنند، در صورتی که برخی دیگر فقط می‌توانند تشخیص دهند که آیا سطح مواد بالاتر از یک نقطه خاص قرار دارد یا خیر. 
سنسورهای سطح ارتعاشی (لول سوئیچ دیاپازونی)، چرخشی، پارویی (پدال چرخشی)، مکانیکی (دیافراگم)، لول سنج راداری (رادار)، لول سوئیچ خازنی، نوری، پالسی- اولتراسونیک و لول سنج اولتراسونیک از جمله سطح سنج‌هایی هستند که برای سنجش در جامدات به کار برده می‌شوند.

### نقطه ارتعاش
این دسته از سطح سنج‌ها، سطوح پودرهای بسیار ریز (دانسیته ظاهری: ۰٫۰۲–۰٫۲ گرم بر سانتی‌متر مکعب)، پودرهای ریز (دانسیته ظاهری: ۰٫۲–۰٫۵ گرم در سانتی‌متر مکعب) و جامدات دانه‌ای (دانش ظاهری: ۰٫۵ گرم در سانتی‌متر مکعب یا بیشتر) را شناسایی می‌کنند. با انتخاب مناسب فرکانس ارتعاش و تنظیمات حساسیت مناسب، آنها می‌توانند سطح پودرهای بسیار سیال و مواد الکترواستاتیک را نیز حس کنند.

اساس کار نقطه ارتعاش برای تشخیص سطح

لول سوئیچ‌های ویبره بصورت تک پروب یا میله‌ای برای سطح پودر حجیم ایده‌آل هستند. از آنجایی که تنها یک عنصر حسگر با پودر تماس می‌گیرد، پل زدن بین دو عنصر پروب حذف شده و تجمع رسانه به حداقل می‌رسد. ارتعاش کاوشگر تمایل به حذف تجمع مواد روی عنصر پروب دارد. سوئیچ سطح ارتعاش تحت تأثیر گرد و غبار، تجمع بار استاتیک از پودرهای دی الکتریک، یا تغییر در هدایت، دما، فشار، رطوبت یا رطوبت قرار نمی‌گیرند. سوئیچ سطح دیاپازونی هزینه کمتری دارند، اما مستعد تجمع مواد بین تیغه‌ها هستند.

### پارو چرخان
لول سوئیچ پارو (به انگلیسی: Level Switch Paddle) از جمله تکنیک‌های اولیه و قدیمی برای تشخیص سطح نقطه‌ای مواد جامد حجیم مناسب هستند. این تکنیک از یک موتور دنده‌ای با سرعت کم استفاده می‌کند که یک چرخ دست و پا را می‌چرخاند. زمانی که پارو توسط مواد جامد متوقف می‌شود، موتور با گشتاور خود روی محور خود می‌چرخد تا زمانی که فلنج نصب شده روی موتور با یک کلید مکانیکی تماس پیدا کند. پارو می‌تواند از مواد مختلفی ساخته شود، اما نباید اجازه داد که مواد چسبنده روی پارو جمع شوند. اگر مواد داخل مخزن به دلیل داشتن رطوبت بالا یا رطوبت بالای خود محیط چسبناک شوند، بر دقت اندازه‌گیری سطح تأثیر مخربی خواهد گذاشت. برای موادی با وزن بسیار کم در واحد حجم مانند پرلیت، بنتونیت یا خاکستر بادی از طرح‌های مخصوص پدال و موتورهای با گشتاور کم استفاده می‌شود. با قرار دادن مناسب پارو در قیف یا سطل زباله و استفاده از آب‌بند مناسب باید از نفوذ ذرات ریز یا گرد و غبار به یاتاقان شفت و موتور جلوگیری کرد.

### نوع پذیرش
یک سنسور سطح پذیرش RF از یک پروب میله و منبع RF برای اندازه‌گیری تغییر ورودی استفاده می‌کند. پروب از طریق یک کابل کواکسیال محافظ هدایت می‌شود تا اثرات تغییر ظرفیت کابل به زمین را از بین ببرد. زمانی که سطح در اطراف پروب تغییر می‌کند، تغییر متناظر در دی الکتریک مشاهده می‌شود. این میزان پذیرش این خازن ناقص را تغییر می‌دهد و این تغییر برای تشخیص تغییر سطح اندازه‌گیری می‌شود.

## تشخیص سطح مایعات به‌وسیله لول سوئیچ
سیستم‌های معمولی برای تشخیص سطح نقطه در مایعات عبارتند از: شناورهای مغناطیسی و مکانیکی (فلوتر)، سنسور فشار، سنسور الکترواستاتیک (خازن یا القایی).

### شناور مغناطیسی و مکانیکی
اساس کار اکثر لول سوئیچ‌های تشخیص سطح بدین صورت است که در اثر تماس مواد با پرآب سنسور باعث باز یا بسته شدن یک کلید مکانیکی (سوئیچ) انجام می‌پذیرد.
با سنسورهای شناور فعال مغناطیسی، تشخیص سطح زمانی اتفاق می‌افتد که یک آهنربای دائمی مهر و موم شده در یک شناور تا سطح تحریک بالا یا پایین می‌رود. به عبارت دیگر، با یک شناور با حرکت مکانیکی، در نتیجه حرکت یک شناور در برابر یک کلید مینیاتوری (میکرو) سطح موردنظر تشخیص داده می‌شود. برای سنسورهای سطح شناور مغناطیسی و مکانیکی، سازگاری شیمیایی، دما، وزن مخصوص (چگالی)، شناوری و ویسکوزیته بر انتخاب ساقه و شناور تأثیر می‌گذارد. به عنوان مثال، شناورهای بزرگتر ممکن است با مایعاتی با وزن مخصوص کمتر از ۰٫۵ استفاده شود و در عین حال شناور بودن را حفظ کنند. انتخاب ماده شناور نیز تحت تأثیر تغییرات ناشی از دما در وزن مخصوص و ویسکوزیته است؛ تغییراتی که مستقیماً بر شناوری تأثیر می‌گذارد.
سنسورهای شناور را می‌توان به گونه‌ای طراحی کرد که به عنوان یک سپر برای خود شناور (جهت مقاومت در برابر تلاطم و حرکت موج) عمل کنند. حسگرهای شناور در طیف وسیعی از مایعات از جمله خورنده‌ها به خوبی عمل می‌کنند. با این حال، هنگامی که برای حلال‌های آلی استفاده می‌شود، باید دقت نمود که این مایعات از نظر شیمیایی با مواد مورد استفاده برای ساخت حسگر سازگار باشد. سنسورهای سبک شناور نباید با مایعات با ویسکوزیته بالا (ضخیم)، لجن یا مایعاتی که به ساقه یا شناورها می‌چسبند یا موادی که حاوی آلاینده‌هایی مانند براده‌های فلزی هستند، استفاده شوند. سایر فناوری‌ها برای این کاربردها مناسب‌تر هستند.
کاربرد ویژه سنسورهای نوع شناور در صنعت، تعیین سطح رابط در سیستم‌های جداسازی آب و روغن است. می‌توان از دو شناور استفاده کرد که اندازه هر شناور متناسب با وزن مخصوص روغن از یک طرف و آب از طرف دیگر باشد. یکی دیگر از کاربردهای ویژه کلید شناور نوع ساقه‌ای، نصب سنسورهای دما یا فشار برای ایجاد یک سنسور چند پارامتری است. سوئیچ‌های شناور مغناطیسی به دلیل سادگی، قابلیت اطمینان و هزینه کم در صنعت بسیار محبوب هستند.
یکی از انواع حسگر مغناطیسی سنسور «اثر هال» است که از حسگر مغناطیسی نشانه‌های گیج مکانیکی استفاده می‌کند. در یک برنامه معمولی، یک «حسگر اثر هال» حساس به مغناطیس به یک گیج مخزن مکانیکی که دارای یک سوزن نشانگر مغناطیسی است، چسبانده می‌شود تا موقعیت نشانگر سوزن گیج را تشخیص دهد. حسگر مغناطیسی موقعیت سوزن نشانگر را به یک سیگنال الکتریکی تبدیل می‌کند، و اجازه می‌دهد نشانه یا سیگنال دیگری (معمولاً از راه دور) ارائه شود.

### پنوماتیک
سنسورهای سطح پنوماتیک در مواردی که شرایط خطرناک وجود دارد، جایی که برق وجود ندارد یا استفاده از آن محدود است، یا در کاربردهایی که شامل لجن یا دوغاب سنگین است استفاده می‌شود. از آنجایی که فشرده سازی یک ستون هوا در برابر دیافراگم برای فعال کردن یک کلید استفاده می‌شود، هیچ مایع فرآیندی با قسمت‌های متحرک سنسور تماس نمی‌گیرد. این سنسورها برای استفاده با مایعات بسیار چسبناک مانند گریس و همچنین مایعات مبتنی بر آب و خورنده مناسب هستند. همچنین، این سطح سنج‌ها یک تکنیک نسبتاً کم‌هزینه برای نظارت بر سطح نقطه به‌شمار می‌روند. یکی از انواع این روش «حباب‌ساز» است که هوا را به داخل لوله‌ای به پایین مخزن فشرده می‌کند، تا زمانی که فشار هوا به اندازه‌ای بالا می‌رود که فشار هوا متوقف شود تا حباب‌های هوا را از پایین لوله خارج کند و بر فشار غلبه کند. آنجا. اندازه‌گیری فشار هوای تثبیت شده، فشار در پایین مخزن و در نتیجه جرم سیال بالا را نشان می‌دهد.

### رسانا
سنسورهای سطح رسانا برای تشخیص سطح نقطه‌ای طیف گسترده‌ای از مایعات رسانا مانند آب ایده‌آل هستند و به ویژه برای مایعات بسیار خورنده مانند سود سوزآور، اسید هیدروکلریک، اسید نیتریک، کلرید آهن و مایعات مشابه مناسب هستند. برای آن دسته از مایعات رسانا که خورنده هستند، الکترودهای حسگر باید از تیتانیوم، فولاد آلیاژ هستلوی B یا C (به انگلیسی: Hastelloy B o C) یا فولاد ضدزنگ ۳۱۶ ساخته شده و با جداکننده‌ها، جداکننده‌ها یا نگهدارنده‌های سرامیک، پلی اتیلن و مواد مبتنی بر تفلون عایق بندی شوند. بسته به طراحی آنها، چندین الکترود با طول‌های مختلف را می‌توان با یک نگهدارنده استفاده کرد. از آنجایی که مایعات خورنده با افزایش دما و فشار تهاجمی تر می‌شوند، این شرایط شدید باید در هنگام تعیین این سنسورها در نظر گرفته شود.
سنسورهای سطح رسانا از یک منبع تغذیه با ولتاژ پایین و جریان محدود استفاده می‌کنند که در الکترودهای جداگانه اعمال می‌شود. منبع تغذیه با رسانایی مایع مطابقت دارد، با نسخه‌های ولتاژ بالاتر که برای کار در رسانه‌های کمتر رسانا (مقاومت بالاتر) طراحی شده‌اند. منبع تغذیه اغلب برخی از جنبه‌های کنترل را شامل می‌شود، مانند کنترل پمپ‌های کم یا متناوب. یک مایع رسانا که هم با طولانی‌ترین پروب (معمول) و هم با پروب کوتاه‌تر (بازگشت) تماس می‌گیرد، یک مدار رسانا را تکمیل می‌کند.
سنسورهای رسانا بسیار ایمن هستند؛ زیرا از ولتاژ و جریان کم استفاده می‌کنند. از آنجایی که جریان و ولتاژ مورد استفاده ذاتاً کوچک است، به دلایل ایمنی شخصی، این تکنیک همچنین می‌تواند «ذاتاً ایمن» شود تا استانداردهای بین‌المللی را برای مکان‌های خطرناک برآورده کند. مزیت سنسورهای رسانا، نصب و استفاده بسیار ساده آنهاست؛ اگرچه در برخی از مایعات و برنامه‌ها، تعمیر و نگهداری می‌تواند مشکل ساز باشد. بایستی توجه شود که در این ابزارها، پروب باید همواره رسانایی خود را حفظ کند. اگر انباشته شدن کاوشگر را از محیط عایق کند، به درستی کار نخواهد کرد. یک بازرسی ساده از پروب به یک اهم‌متر متصل به پروب مشکوک و مرجع زمین نیاز دارد.
به‌طور معمول، در اغلب چاه‌های آب و فاضلاب، خود چاه با نردبان‌ها، پمپ‌ها و سایر تأسیسات فلزی، بازگشت زمینی را فراهم می‌کند. با این حال، در مخازن مواد شیمیایی، و دیگر چاه‌های غیر زمینی، نصاب باید یک بازگشت زمین، معمولاً یک میله ارت، تأمین کند.

### مانیتور فرکانس وابسته به حالت
یک روش تشخیص تغییر حالت فرکانس کنترل‌شده با ریزپردازنده از سیگنال دامنه کم تولید شده روی پروب‌های حسگر متعدد با طول‌های متفاوت استفاده می‌کند. هر کاوشگر دارای فرکانس جدا از سایر کاوشگرهای آرایه است و با لمس آب به‌طور مستقل حالت را تغییر می‌دهد. تغییر حالت فرکانس در هر پروب توسط یک ریزپردازنده که می‌تواند چندین عملکرد کنترل سطح آب را انجام دهد نظارت می‌شود.
نقطه قوت نظارت فرکانس وابسته به حالت پایداری طولانی مدت پروب‌های حسگر است. قدرت سیگنال برای ایجاد رسوب، تخریب یا خراب شدن سنسورها به دلیل الکترولیز در آب آلوده کافی نیست. الزامات تمیز کردن سنسور حداقل یا حذف شده‌است. استفاده از میله‌های حسگر متعدد با طول‌های مختلف به کاربر این امکان را می‌دهد تا به‌طور مستقیم سوئیچ‌های کنترل را در ارتفاعات مختلف آب تنظیم کند.
ریزپردازنده در یک مانیتور فرکانس وابسته به حالت می‌تواند دریچه‌ها و/یا پمپ‌های بزرگ با مصرف انرژی بسیار کم را فعال کند. چندین کنترل سوئیچ را می‌توان در بسته‌های کوچک تعبیه کرد و در عین حال عملکردهای پیچیده و خاص برنامه را با استفاده از ریزپردازنده ارائه کرد. مصرف انرژی پایین کنترل‌ها در کاربردهای میدانی بزرگ و کوچک ثابت است. این فناوری جهانی در کاربردهایی با کیفیت مایع گسترده استفاده می‌شود.

## حسگرها برای تشخیص سطح نقطه یا نظارت مداوم

### سطح سنج اولتراسونیک

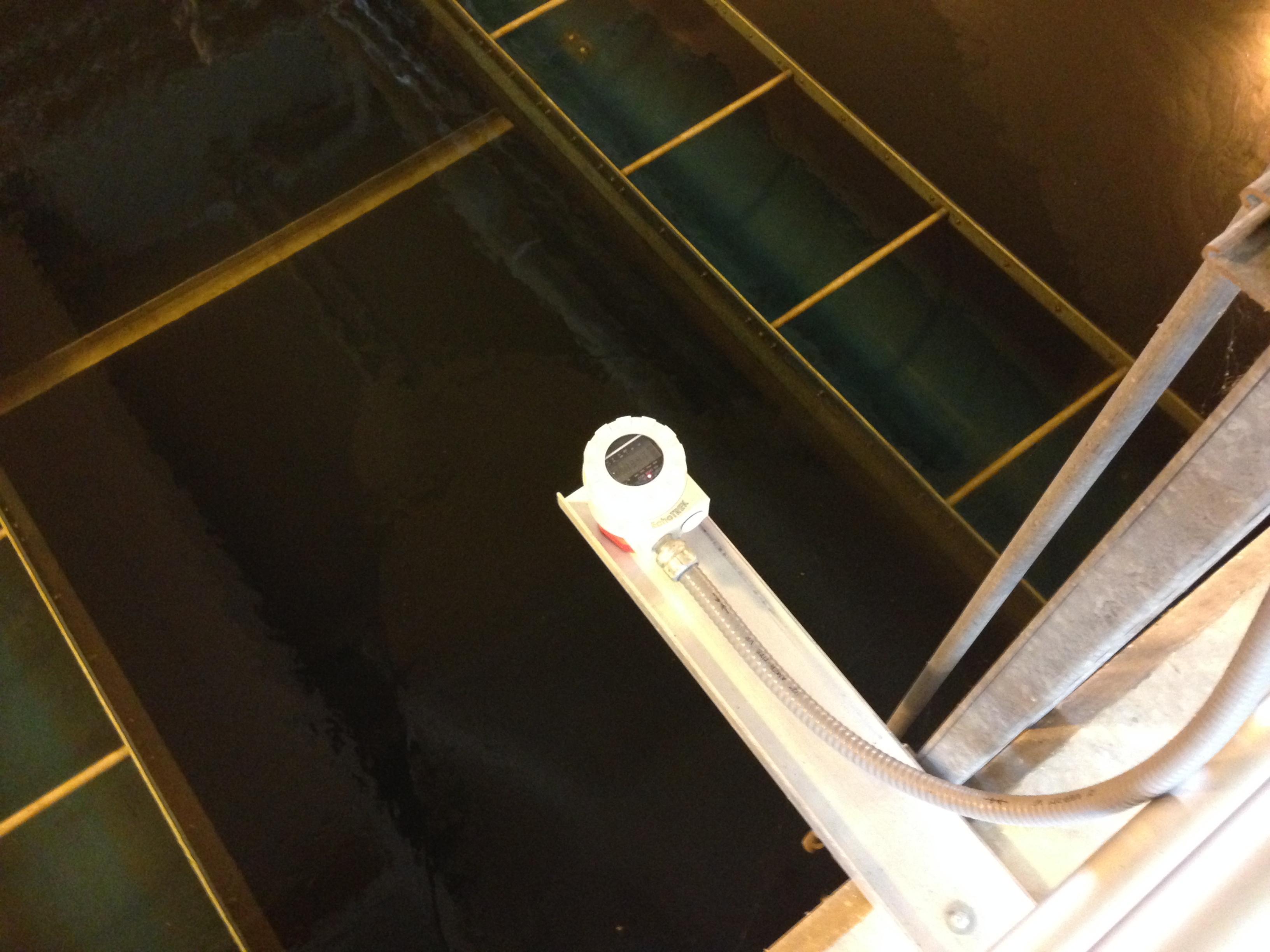
سنسور سطح اولتراسونیک مورد استفاده در تصفیه خانه آب

سنسورهای سطح اولتراسونیک برای سنجش سطح غیر تماسی مایعات بسیار چسبناک و همچنین جامدات حجیم استفاده می‌شود. آنها همچنین به‌طور گسترده در برنامه‌های تصفیه آب برای کنترل پمپ و اندازه‌گیری جریان کانال باز استفاده می‌شوند. حسگرها امواج صوتی با فرکانس بالا (۲۰ کیلوهرتز تا ۲۰۰ کیلوهرتز) را منتشر می‌کنند که به مبدل ساطع کننده منعکس شده و توسط آن شناسایی می‌شوند.
سنسورهای سطح اولتراسونیک نیز تحت تأثیر تغییر سرعت صوت به دلیل رطوبت، دما و فشار قرار می‌گیرند. برای بهبود دقت اندازه‌گیری می‌توان از فاکتورهای تصحیح برای اندازه‌گیری سطح استفاده کرد.
سیال، کف، بخار، مه‌های شیمیایی (بخارها) و تغییرات در غلظت مواد فرایند نیز بر پاسخ سنسور اولتراسونیک تأثیر می‌گذارد. تلاطم و فوم مانع از انعکاس صحیح موج صوتی به سنسور می‌شود. بخار و مه و بخارات شیمیایی موج صوتی را منحرف یا جذب می‌کنند. و تغییرات در غلظت باعث تغییر در مقدار انرژی در موج صوتی می‌شود که به حسگر منعکس می‌شود. برای جلوگیری از خطاهای ناشی از این عوامل از چاه‌های ثابت و موج‌بر استفاده می‌شود.
نصب مناسب مبدل برای اطمینان از بهترین پاسخ به صدای منعکس شده مورد نیاز است. علاوه بر این، قیف، سطل یا مخزن باید نسبتاً عاری از موانعی مانند جوش، براکت یا نردبان باشد تا بازده کاذب و پاسخ اشتباه ناشی از آن به حداقل برسد، اگرچه اکثر سیستم‌های مدرن دارای پردازش اکو به اندازه کافی «هوشمند» هستند تا تغییرات مهندسی را تا حد زیادی ایجاد کنند. غیر ضروری به جز در مواردی که نفوذ، «خط دید» مبدل را به هدف مسدود می‌کند. از آنجایی که مبدل اولتراسونیک هم برای انتقال و هم برای دریافت انرژی آکوستیک استفاده می‌شود، در معرض یک دوره ارتعاش مکانیکی قرار می‌گیرد که به عنوان «زنگ» شناخته می‌شود. قبل از پردازش سیگنال پژواک، این ارتعاش باید کاهش یابد (توقف شود). نتیجه خالص فاصله‌ای از سطح مبدل است که کور است و نمی‌تواند یک شی را تشخیص دهد. این به عنوان «منطقه خالی» شناخته می‌شود، معمولاً ۱۵۰ میلی‌متر تا ۱ متر، بسته به برد مبدل.
نیاز به مدار پردازش سیگنال الکترونیکی را می‌توان برای تبدیل حسگر اولتراسونیک به یک دستگاه هوشمند استفاده کرد. سنسورهای اولتراسونیک را می‌توان برای کنترل سطح نقطه، نظارت مستمر یا هر دو طراحی کرد. به دلیل وجود ریزپردازنده و مصرف انرژی نسبتاً کم، قابلیت ارتباط سریال با سایر دستگاه‌های محاسباتی نیز وجود دارد که این روش را به یک تکنیک خوب برای تنظیم کالیبراسیون و فیلتر سیگنال سنسور، نظارت بی‌سیم از راه دور یا ارتباطات شبکه کارخانه تبدیل می‌کند. سنسور اولتراسونیک به دلیل ترکیب قدرتمند قیمت پایین و عملکرد بالا از محبوبیت زیادی برخوردار است.

### حسگرهای ظرفیتی
حسگرهای سطح خازنی در تشخیص حضور طیف گسترده‌ای از جامدات، مایعات آبی و آلی و دوغاب برتری دارند. این تکنیک اغلب به عنوان RF برای سیگنال‌های فرکانس رادیویی اعمال شده به مدار خازن نامیده می‌شود. حسگرها را می‌توان به گونه‌ای طراحی کرد که مواد با ثابت دی الکتریک کمتر از ۱٫۱ (کک و خاکستر بادی) و بالای ۸۸ (آب) یا بیشتر را حس کنند. لجن‌ها و دوغاب‌هایی مانند کیک خشک شده و دوغاب فاضلاب (ثابت دی الکتریک تقریباً ۵۰) و مواد شیمیایی مایع مانند آهک زنده (ثابت دی الکتریک تقریباً ۹۰) نیز قابل تشخیص هستند. سنسورهای سطح ظرفیت خازنی دو پروب همچنین می‌توانند برای تشخیص رابط بین دو مایع غیرقابل اختلاط با ثابت‌های دی الکتریک کاملاً متفاوت مورد استفاده قرار گیرند، که یک جایگزین حالت جامد برای سوئیچ شناور مغناطیسی فوق برای کاربرد «رابط روغن و آب» ارائه می‌کند.
از آنجایی که حسگرهای سطح خازنی دستگاه‌های الکترونیکی هستند، مدولاسیون فاز و استفاده از فرکانس‌های بالاتر، حسگر را برای کاربردهایی که ثابت‌های دی الکتریک مشابه هستند، مناسب می‌سازد. این سنسور فاقد قطعات متحرک است، ناهموار، استفاده از آن ساده است و به راحتی تمیز می‌شود و می‌تواند برای کاربردهای دما و فشار بالا طراحی شود. ایجاد و تخلیه بار استاتیکی با ولتاژ بالا که ناشی از مالش و جابجایی مواد دی الکتریک پایین است، خطری وجود دارد، اما این خطر با طراحی و زمین مناسب قابل رفع است.

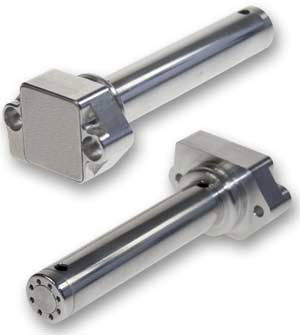

انتخاب مناسب مواد پروب مشکلات ناشی از سایش و خوردگی را کاهش می‌دهد یا از بین می‌برد. سنجش سطح نقطه‌ای چسب‌ها و مواد با ویسکوزیته بالا مانند روغن و گریس می‌تواند منجر به تجمع مواد روی پروب شود. با این حال، این را می‌توان با استفاده از یک سنسور خود تنظیم به حداقل رساند. برای مایعات مستعد کف کردن و کاربردهایی که مستعد پاشش یا آشفتگی هستند، حسگرهای سطح خازنی را می‌توان با محافظ‌های پاشش پاشیده یا چاه‌های ساکن و سایر دستگاه‌ها طراحی کرد.
یک محدودیت قابل توجه برای پروب‌های خازنی در سطل‌های بلندی است که برای ذخیره‌سازی جامدات حجیم استفاده می‌شود. نیاز به یک کاوشگر رسانا که تا انتهای محدوده اندازه‌گیری شده گسترش می‌یابد مشکل ساز است. پروب‌های کابل رسانای بلند (طول ۲۰ تا ۵۰ متر)، که در داخل سطل یا سیلو معلق هستند، به دلیل وزن پودر حجیم در سیلو و اصطکاک اعمال شده روی کابل، در معرض کشش مکانیکی فوق‌العاده‌ای هستند. چنین نصب‌هایی اغلب منجر به شکستگی کابل می‌شود.

### رابط نوری
سنسورهای نوری برای سنجش سطح نقطه رسوبات، مایعات با جامدات معلق و رابط مایع-مایع استفاده می‌شود. این حسگرها کاهش یا تغییر در انتقال نور مادون قرمز ساطع شده از دیود مادون قرمز (LED) را حس می‌کنند. با انتخاب مناسب مصالح ساختمانی و محل نصب، می‌توان از این سنسورها با مایعات آبی، آلی و خورنده استفاده کرد.
یک کاربرد رایج سنسورهای سطح نقطه رابط نوری مبتنی بر مادون قرمز اقتصادی، تشخیص رابط لجن/ آب در حوضچه‌های ته‌نشینی است. با استفاده از تکنیک‌های مدولاسیون پالس و یک دیود مادون قرمز با توان بالا، می‌توان تداخل نور محیط را حذف کرد، LED را با بهره بالاتری کار کرد و اثرات تجمع بر روی پروب را کاهش داد.
یک رویکرد جایگزین برای سنجش سطح نوری پیوسته شامل استفاده از لیزر است. نور لیزر متمرکزتر است و بنابراین قابلیت نفوذ بیشتری به محیط‌های گرد و غبار یا بخار دارد. نور لیزر بیشتر سطوح جامد و مایع را منعکس می‌کند. زمان پرواز را می‌توان با مدارهای زمان‌بندی دقیق اندازه‌گیری کرد تا محدوده یا فاصله سطح از سنسور تعیین شود. استفاده از لیزرها در کاربردهای صنعتی به دلیل هزینه و نگرانی برای نگهداری محدود است. برای حفظ عملکرد، اپتیک باید مرتباً تمیز شود.

### سطح سنج راداری
سطح سنج راداری از امواج مایکروویو برای تشخیص سطح مواد استفاده می‌کند و برای محیط‌های مرطوب، بخار و گرد و غبار و همچنین در کاربردهایی که دما و فشار متغیر و بالا است، ایده‌آل هستند. مایکروویوها انرژی الکترومغناطیسی هستند و بنابراین برای انتقال انرژی به مولکول‌های هوا نیاز ندارند و در خلاء مفید هستند. امواج مایکروویو به عنوان انرژی الکترومغناطیسی توسط اجسامی‌با خواص رسانایی بالا مانند فلز و آب رسانا منعکس می‌شوند. به‌طور متناوب، آنها در درجات مختلف توسط مواد دی الکتریک کم یا عایق مانند پلاستیک، شیشه، کاغذ، بسیاری از پودرها و مواد غذایی و سایر مواد جامد جذب می‌شوند. به سبب ماهیت الکترومغناطیسی، امواج سطح سنج‌های راداری به لایه‌های دما و بخار نفوذ می‌کنند و تنها سطح مواد مورد نظر را بصورت پیوسته اندازه‌گیری می‌کنند در حالی که تکنیک‌های دیگر مانند سطح سنج اولتراسونیک این قابلیت‌ها را ندارند. مایکروویوها انرژی الکترومغناطیسی هستند و بنابراین برای انتقال انرژی به مولکول‌های هوا نیاز ندارند و در خلاء مفید هستند. امواج مایکروویو به عنوان انرژی الکترومغناطیسی توسط اجسامی‌با خواص رسانایی بالا مانند فلز و آب رسانا منعکس می‌شوند. به‌طور متناوب، آنها در درجات مختلف توسط مواد دی الکتریک کم یا عایق مانند پلاستیک، شیشه، کاغذ، بسیاری از پودرها و مواد غذایی و سایر مواد جامد جذب می‌شوند.
سطح سنج راداری در طیف گسترده‌ای از تکنیک‌ها اجرا می‌شوند. دو تکنیک اساسی پردازش سیگنال اعمال می‌شود که هر کدام مزایای خاص خود را دارند: بازتاب سنجی پالسی یا دامنه زمانی (TDR) که اندازه‌گیری زمان پرواز تقسیم بر سرعت امواج الکترومغناطیسی در محیط است (سرعت نور تقسیم بر جذر ثابت دی الکتریک محیط)، مانند چیزی که در سنسورهای سطح اولتراسونیک رخ می‌دهد و سیستم‌های داپلر با استفاده از تکنیک‌های FMCW. درست مانند سنسورهای سطح اولتراسونیک، سنسورهای مایکروویو در فرکانس‌های مختلف، از ۱ گیگاهرتز تا ۶۰ گیگاهرتز اجرا می‌شوند.به‌طور کلی، فرکانس بالاتر، دقیق‌تر بوده و باعث نادیده گرفتن بخارات و گازهای مزاحم می‌شود؛ اما هزینهٔ بیشتری دارد.
مایکروویو یک تکنیک غیر تماسی یا هدایت شده اجرا می‌شود. اولین مورد با نظارت بر سیگنال مایکروویو انجام می‌شود که از طریق فضای آزاد (از جمله خلاء) منتقل می‌شود و به عقب منعکس می‌شود، یا می‌تواند به عنوان تکنیک «رادار روی سیم» اجرا شود، که عموماً به عنوان رادار موج هدایت یا رادار مایکروویو هدایت شونده شناخته می‌شود. در روش دوم، عملکرد عموماً در پودرها و محیط‌های دی الکتریک کم که بازتاب‌دهنده خوبی از انرژی الکترومغناطیسی منتقل شده از طریق فضای خالی نیستند (مانند سنسورهای مایکروویو غیر تماسی) بهبود می‌یابد. این تکنیک می‌تواند از موجبرهای خاص برنامه برای به دست آوردن نتایج دقیق تر یا اطلاعات اضافی مورد نیاز برای کاربرد حسگر استفاده کند (به عنوان مثال برخی از حسگرها می‌توانند از قطعات مخزن یا تجهیزات دیگر به عنوان موجبر یا بخشی از آن استفاده کنند). زمانی که موجبر از بخش الکترونیکی فاصله دارد (معمولاً برای مخازن با شرایط سخت، تشعشع، یا جوشش تحت فشار مایع/گازها و غیره) استفاده از موجبرهای راه دور معمول است. اما در روش هدایت شونده، محدودیت‌های مکانیکی مشابهی وجود دارد که با داشتن یک پروب در کشتی، برای تکنیک‌های خازن (RF) که قبلاً ذکر شد، مشکل ایجاد می‌کند.
حسگرهای رادار غیرتماسی مبتنی بر مایکروویو می‌توانند از طریق رسانایی کم، پنجره‌های شیشه‌ای/پلاستیکی «شفاف مایکروویو» (غیر رسانا) یا دیواره‌های ظرف را ببینند که می‌توان پرتو مایکروویو را از آن عبور داد و مایع «بازتابنده مایکروویو» (رسانا) را اندازه‌گیری کرد. داخل آن (همان‌طور که از یک کاسه پلاستیکی در اجاق مایکروویو استفاده کنید). آنها همچنین تا حد زیادی تحت تأثیر دمای بالا، فشار، خلاء یا ارتعاش نیستند. از آنجایی که این سنسورها نیازی به تماس فیزیکی با مواد فرایند ندارند، بنابراین فرستنده / گیرنده را می‌توان در فاصله ایمن بالاتر از فرایند نصب کرد، حتی با گسترش آنتن چند متری برای کاهش دما، اما همچنان به تغییرات سطح پاسخ می‌دهد. یا تغییر فاصله به عنوان مثال برای اندازه‌گیری محصولات فلزی مذاب در دمای بیش از ۱۲۰۰ درجه سانتیگراد ایده‌آل هستند. فرستنده‌های مایکروویو نیز همان مزیت کلیدی اولتراسونیک را ارائه می‌دهند: وجود یک ریزپردازنده برای پردازش سیگنال، ارائه نظارت، کنترل‌ها، ارتباطات، راه‌اندازی و قابلیت‌های تشخیصی متعدد و مستقل از تغییر چگالی، ویسکوزیته و خواص الکتریکی. علاوه بر این، آنها برخی از محدودیت‌های کاربرد اولتراسونیک را حل می‌کنند: عملکرد در فشار و خلاء بالا، دماهای بالا، گرد و غبار، دما و لایه‌های بخار. رادارهای موج هدایت شونده می‌توانند در فضاهای محدود باریک بسیار موفقیت‌آمیز اندازه‌گیری کنند، زیرا عنصر راهنما انتقال صحیح به و از مایع اندازه‌گیری شده را تضمین می‌کند. کاربردهایی مانند داخل لوله‌های ثابت یا لگام‌ها یا قفس‌های خارجی، جایگزینی عالی برای دستگاه‌های شناور یا جابه‌جایی ارائه می‌دهند، زیرا هر گونه قسمت متحرک یا پیوند را از بین می‌برند و تحت تأثیر تغییرات چگالی یا تجمع قرار نمی‌گیرند. آنها همچنین با محصولات با بازتاب مایکروویو بسیار کم مانند گازهای مایع (LNG, LPG، آمونیاک) که در دماهای پایین/فشار بالا ذخیره می‌شوند، عالی هستند، اگرچه باید در ترتیبات آب‌بندی و تاییدیه‌های مناطق خطرناک دقت شود. در مورد جامدات و پودرهای حجیم، GWR یک جایگزین عالی برای حسگرهای رادار یا اولتراسونیک ارائه می‌کند، اما باید در مورد سایش کابل و بارگذاری سقف توسط حرکت محصول دقت شود.
یکی از معایب عمده تکنیک‌های مایکروویو یا رادار برای پایش سطح، قیمت نسبتاً بالای چنین حسگرها و راه‌اندازی پیچیده آنهاست. با این حال، قیمت در چند سال گذشته به‌طور قابل توجهی کاهش یافته‌است تا با التراسونیک‌های برد بلندتر مطابقت داشته باشد. راه‌اندازی ساده هر دو روش همچنین سهولت استفاده را بهبود می‌بخشد.

## اندازه‌گیری مداوم سطح مایعات

### مغناطیسی
سنسورهای سطح مغناطیسی بیشتر برای مخازن حاوی مایعات کاربرد دارند و می‌توان گفت در رده سطح سنج‌های پرکاربرد قرار دارد. این حسگرها برای اندازه‌گیری سطح پیوسته با دقت قابل قبول، برای طیف گسترده‌ای از مایعات درون مخازن ذخیره‌سازی و مخازن حمل و نقل مناسب هستند.
سطح سنج مغناطیسی شامل یک لوله شیشه‌ای حاوی یک گوی با آهنربای دائم است. انتخاب مناسب شناور بر اساس وزن مخصوص مایع درون مخزن الزامی است. از دیگر الزامات، نوع جنس شناور و لوله برای سنسورهای سطح مغناطیسی می‌باشد.
اساس کار سنسور سطح مغناطیسی بر اساس قوانین فیزیکی نیروی شناوری و خاصیت جذب و دفع قطب های غیر همنام و همنام آهنربا طراحی شده است . بدنه لول گیج ، لوله ای استوانه ای شکل می باشد که از ناحیه نازلهای مربوطه به صورت عمودی برروی مخازن نصب می گردد. مایع درونی مخزن از طریق نازل پایین به داخل لوله استوانه ای هدایت شده و توپی دارای آهنربای دائمی را شناور  می سازد. با تغییر سطح مایع، توپی به حرکت درآمده و با روبروی هم قرار گرفتن آهنربای توپی و فلپها موجب چرخش و  تغییر رنگ فلپها شده و در نتیجه سطح مایع درون مخازن نشان داده می شود.
بر روی لولهٔ سنسور یک مدار الکترونیکی برای تشخیص میدان مغناطیسی ایجاد شده توسط گوی نصب می‌شود. مدار الکترونیکی برحسب وضعیت سیال درون مخزن، سیگنال خروجی متناظری را به اتاق کنترل ارسال می‌کند.
این نوع از سطح سنج‌ها بیشتر برای مخازنی کاربرد دارند که ارتفاع کمی (در حدود ۲ متر یا اندکی بیشتر) دارند. از دیگر مشکلاتی که برای استفاده از سطح سنج‌های مغناطیسی وجود دارد، می‌توان گرفتگی لولهٔ حاوی گوی مغناطیسی، حساسیت در برابر سیالات خورنده مانند اسیدها و نیز دقت پایین سطح سنج در صورت عدم انتخاب گوی با وزن مخصوص متناسب با مایع موجود در مخزن را نام برد.
به دلیل دقت ممکن با تکنیک مغناطیسی، استفاده از این نوع سطح سنج‌ها در گذشته برای انتقال‌های تحت حضانت (مواد حساس) و نیز انتقالات تجاری مواد در تانکرها استفاده می‌شد. اما اکنون به علت اینکه مواج بودن مایع در داخل تانکر حین حمل و نقل می‌تواند این سطح سنج‌ها را از کالیبراسیون صحیح خارج کند، بیشتر از تکنیک‌های راداری و اولتراسونیک استفاده می‌شود.

### زنجیره مقاومتی
سنسورهای سطح زنجیره مقاومتی مشابه سنسورهای سطح شناور مغناطیسی هستند، زیرا یک آهنربای دائمی مهر و موم شده در داخل شناور، ساقه‌ای را بالا و پایین می‌کند که در آن کلیدها و مقاومت‌های نزدیک به هم مهر و موم شده‌اند. هنگامی که کلیدها بسته می‌شوند، مقاومت جمع می‌شود و به سیگنال‌های جریان یا ولتاژ متناسب با سطح مایع تبدیل می‌شود.
انتخاب مواد شناور و ساقه به مایع از نظر سازگاری شیمیایی و همچنین وزن مخصوص و سایر عوامل مؤثر بر شناوری بستگی دارد. این حسگرها برای اندازه‌گیری سطح مایع در دریا، پردازش شیمیایی، داروسازی، پردازش مواد غذایی، تصفیه زباله و سایر کاربردها به خوبی کار می‌کنند. با انتخاب مناسب از دو شناور، سنسورهای سطح زنجیره مقاومتی نیز می‌توانند برای نظارت بر وجود رابط بین دو مایع غیرقابل اختلاط که وزن مخصوص آنها بیش از ۰٫۶ است، اما به اندازه ۰٫۱ واحد متفاوت است، استفاده شود.

### مقاومت مغناطیسی
سنسورهای سطح شناور مقاومت مغناطیسی مشابه سنسورهای سطح شناور هستند، اما یک جفت آهنربای دائمی در داخل محور بازوی شناور مهر و موم شده‌است. همان‌طور که شناور به سمت بالا حرکت می‌کند، حرکت و مکان به عنوان موقعیت زاویه‌ای میدان مغناطیسی منتقل می‌شود. این سیستم تشخیص تا ۰٫۰۲ درجه حرکت بسیار دقیق است. مکان قطب‌نما میدان موقعیت فیزیکی موقعیت شناور را ارائه می‌دهد. انتخاب مواد شناور و ساقه به مایع از نظر سازگاری شیمیایی و همچنین وزن مخصوص و سایر عواملی که بر شناور بودن شناور تأثیر می‌گذارد بستگی دارد.

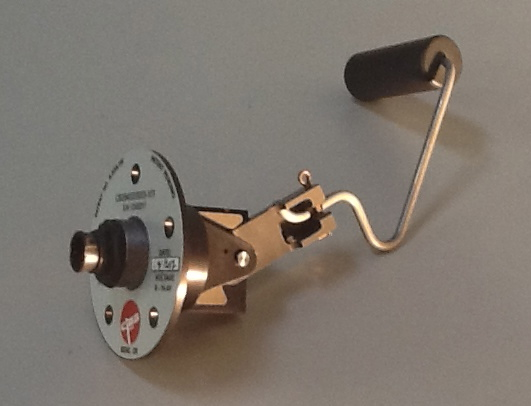
یک سطح سنج مقاومت مغناطیسی

سیستم نظارت الکترونیکی در تماس با سیال نیست و ایمنی ذاتی یا ضد انفجار در نظر گرفته می‌شود. این حسگرها برای اندازه‌گیری سطح مایع در دریا، وسایل نقلیه، حمل و نقل هوایی، پردازش شیمیایی، داروسازی، پردازش مواد غذایی، تصفیه زباله و سایر کاربردها به خوبی کار می‌کنند. به دلیل وجود ریزپردازنده و مصرف انرژی کم، قابلیت ارتباط سریال از سایر دستگاه‌های محاسباتی نیز وجود دارد که این روش را به روشی مناسب برای تنظیم کالیبراسیون و فیلتر کردن سیگنال سنسور می‌کند.

### فشار هیدرواستاتیک
سنسورهای سطح فشار هیدرواستاتیک، سنسورهای فشار غوطه‌وری یا نصب‌شده خارجی هستند که برای اندازه‌گیری سطح مایعات خورنده در مخازن عمیق یا آب در مخازن مناسب هستند. به‌طور معمول، سطح سیال با فشار در پایین محفظه سیال (مخزن یا مخزن) تعیین می‌شود. فشار در پایین، تنظیم شده برای چگالی / وزن مخصوص سیال، عمق سیال را نشان می‌دهد. برای این حسگرها، استفاده از مواد شیمیایی سازگار برای اطمینان از عملکرد مناسب مهم است. سنسورها به صورت تجاری از ۱۰ تا ۱۰۰۰ بار در دسترس هستند.
از آنجایی که این سنسورها افزایش فشار را با عمق حس می‌کنند و وزن مخصوص مایعات متفاوت است، سنسور باید برای هر کاربرد به درستی کالیبره شود. علاوه بر این، تغییرات زیاد دما باعث تغییراتی در وزن مخصوص می‌شود که باید در هنگام تبدیل فشار به سطح در نظر گرفته شود. این حسگرها را می‌توان به گونه‌ای طراحی کرد که دیافراگم را از آلودگی یا تجمع دور نگه دارد، بنابراین عملکرد مناسب و اندازه‌گیری دقیق سطح فشار هیدرواستاتیک را تضمین می‌کند.
برای استفاده در کاربردهای هوای آزاد، جایی که سنسور را نمی‌توان در کف مخزن یا لوله آن نصب کرد، یک نسخه ویژه از سنسور سطح فشار هیدرواستاتیک، یک کاوشگر سطح، می‌تواند از کابل به مخزن تا نقطه پایین آویزان شود. که باید اندازه‌گیری شود. سنسور باید به‌طور ویژه طراحی شود تا الکترونیک را از محیط مایع ببندد. در مخازن با فشار هد کوچک (کمتر از ۱۰۰ INWC)، تخلیه پشت سنسور سنسور به فشار اتمسفر بسیار مهم است. در غیر این صورت، تغییرات نرمال فشار هوا باعث ایجاد خطای بزرگ در سیگنال خروجی سنسور می‌شود. علاوه بر این، اکثر سنسورها باید برای تغییرات دمایی سیال جبران شوند.

### حباب‌ساز هوا
سیستم حباب‌ساز هوا از لوله‌ای با دهانه‌ای در زیر سطح مایع استفاده می‌کند. جریان ثابتی از هوا از لوله عبور می‌کند. فشار در لوله متناسب با عمق (و چگالی) مایع بر روی خروجی لوله است.
سیستم‌های حباب‌ساز هوا بدون قطعات متحرک هستند و برای اندازه‌گیری سطح فاضلاب، آب زهکشی، لجن فاضلاب یا به‌طور کلی آب با مقادیر زیادی مواد جامد معلق مناسب هستند. تنها بخشی از سنسور که با مایع تماس می‌گیرد یک لوله حباب است که از نظر شیمیایی با موادی که سطح آن اندازه‌گیری می‌شود سازگار است. از آنجایی که نقطه اندازه‌گیری بدون اجزای الکتریکی است، این تکنیک انتخاب خوبی برای امر اندازه‌گیری در شرایط نامساعد و خطرناک است. بخش کنترل سیستم را می‌توان به‌طور ایمن دورتر قرار داد، با لوله‌کشی پنوماتیکی که مواد خطرناک را از منطقه امن جدا می‌کند.
سیستم‌های حباب‌ساز هوا انتخاب خوبی برای مخازن باز در فشار اتمسفر هستند و می‌توانند به گونه‌ای ساخته شوند که هوای پرفشار از طریق یک شیر بای‌پس هدایت شود تا مواد جامد که ممکن است لوله حباب را مسدود کند، خارج کند. این تکنیک می‌تواند ذاتاً یک خود تمیزکاری به‌شمار رود. این روش برای کاربردهای اندازه‌گیری سطح مایع در مواقعی که تکنیک‌های اولتراسونیک، شناور یا مایکروویو غیرقابل اعتماد هستند، به شدت راج هستند. این سیستم در حین اندازه‌گیری به هوای ثابت نیاز دارد؛ بنابراین انتهای لوله باید بالاتر از ارتفاع معینی باشد تا از لجن ناشی از گرفتگی لوله جلوگیری شود.

### اشعه گاما
یک گیج سطح هسته‌ای یا گیج اشعه گاما، سطح را با تضعیف پرتوهای گاما که از یک ظرف فرایند می‌گذرد، اندازه‌گیری می‌کند. این تکنیک برای تنظیم سطح فولاد مذاب در فرایند ریخته‌گری پیوسته فولادسازی یا برای مخازن فرآوری کک نفتی استفاده می‌شود. قالب خنک شده با آب با منبع تشعشع مانند کبالت-۶۰ یا سزیم-۱۳۷ در یک طرف و یک آشکارساز حساس مانند یک شمارنده سوسوزن در طرف دیگر مرتب شده‌است. با افزایش سطح فولاد مذاب در قالب، تابش گاما کمتری توسط سنسور تشخیص داده می‌شود. این روش امکان اندازه‌گیری بدون تماس را فراهم می‌کند، جایی که گرمای فلز مذاب، تکنیک‌های تماس و حتی بسیاری از تکنیک‌های غیرتماسی را غیرعملی می‌کند.